# Hylettus alboplagiatus
Hylettus alboplagiatus es una especie de escarabajo longicornio perteneciente al género Hylettus, categorizada en la tribu Acanthocinini, de la subfamilia Lamiinae. Fue descrita por White en 1855.
El período de actividad en los ejemplares adultos se presenta en marzo y noviembre.

## Descripción
Mide 10,3-14,5 mm de longitud.

## Distribución
Se distribuye por América del Sur: Brasil, Ecuador y Perú.